# Buchbach (Basse-Autriche)
Pour les articles homonymes, voir Buchbach.

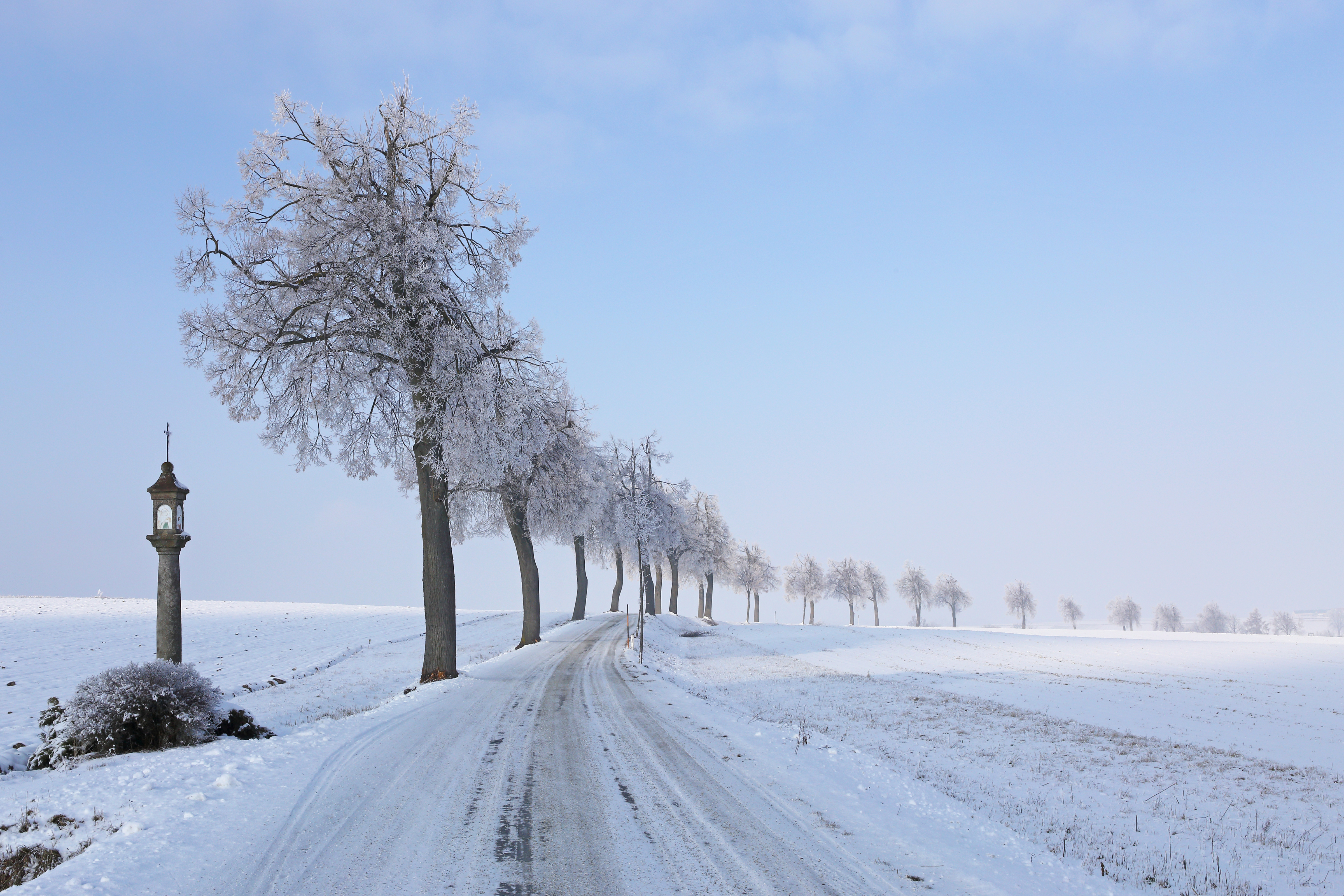
Route de Buchbach à Griesbach.

Buchbach est une commune autrichienne du district de Neunkirchen en Basse-Autriche.